# Modul (műszaki)
A modul a fogaskerék-tervezés egyik alapfogalma. Számított mennyiség, a szokásos jelölése: {\displaystyle m}, szokásos mértékegysége: [mm]. 

Fogaskerekek kapcsolódása. Az ábrán d jelzi az osztókör sugarát, d_{k} a fejkörét

A betűjelölések a német átmérő (Durchmesser), vagy a görög diametrosz (διάμετρος) szóra utalnak; az ábrán látható betűk a hozzátartozó sugár nagyságát jelzik. Az alábbi (szokásos) számítások az átmérőre vonatkoznak. Így például {\displaystyle d\cdot \pi } az osztókör kerülete.

## Alapfogalmak
A modul meghatározásához két mennyiség szükséges: az osztókör átmérője és a fogszám.
 
Az osztókör a fogaskeréknek az a képzeletbeli köre, amely a másik fogaskerék ugyanilyen osztókörén gördül végig, csúszás nélkül. Átmérőjének szokásos jelölése: {\displaystyle d}, mértékegysége: [mm].
 
Az osztás a fogaskerék két szomszédos fogának azonos pontja között, az osztókörön mért távolsága. Jelölése: {\displaystyle p}, mértékegysége: [mm]. 
 
A fogszám a fogaskerék kerületén levő fogak száma, ami természetesen egész szám. Jelölése: {\displaystyle z}.

A fejkör a fogaskeréknek a teljes átmérőjét befoglaló köre, aminek sugara a fogak fejmagasságával nagyobb az osztókörénél.

## Képletek
Igaz lesz (a kör kerületképlete alapján):

{\displaystyle d\cdot \pi =z\cdot p}.
Ebből az osztókör átmérője (amely nem mérhető méret) számítása:
{\displaystyle d={z}\cdot {\frac {p}{\pi }}}
A hányadost nevezzük modulnak:  
{\displaystyle m={\frac {d}{z}}={\frac {p}{\pi }}},
amely a fog magasságával arányos mennyiség. Ez fontos paraméter, mert csak az azonos modulú fogaskerekek tudnak egymással szabályosan kapcsolódni. Az evolvens fogazásnál ugyanis a fogak nem csúsznak, hanem gördülnek egymáson.  
 
A fejkör átmérője közvetlenül, jól mérhető: {\displaystyle d_{k}}[mm], azért ezzel is meghatározható a fogaskerék modulja:
{\displaystyle m={\frac {d_{k}}{z+2}}}.
(A nevezőben álló +2 tagot az indokolja, hogy a fejkör átmérője 2{\displaystyle m} modullal nagyobb az osztókör átmérőjénél.)
Két fogaskerék kapcsolódásának szükséges (de nem elégséges) feltétele, hogy moduljaik egyenlők legyenek. A modul használata gyakorlati szempontok miatt szokásos, a geometriai számítások egyszerűbben végezhetők el segítségükkel, értékük szabványos átmérőkre racionális szám lesz.

## Szabványos modulok
A modulok értékeit nemzetközi szabványok tartalmazzák. Erre a fogaskerékgyártásban használatos szerszámok tipizálásához van szükség. Elvileg minden evolvens fogazatú homlokfogaskerék legyártható egyenes fogú fogasléc szerszámmal. A szabványos modulok a DIN 780 szabvány szerint a következők:
| Szabványos modulok DIN 780 szerint - 1. sorozat | Szabványos modulok DIN 780 szerint - 1. sorozat | Szabványos modulok DIN 780 szerint - 1. sorozat | Szabványos modulok DIN 780 szerint - 1. sorozat | Szabványos modulok DIN 780 szerint - 1. sorozat | Szabványos modulok DIN 780 szerint - 1. sorozat | Szabványos modulok DIN 780 szerint - 1. sorozat | Szabványos modulok DIN 780 szerint - 1. sorozat | Szabványos modulok DIN 780 szerint - 1. sorozat | Szabványos modulok DIN 780 szerint - 1. sorozat | Szabványos modulok DIN 780 szerint - 1. sorozat | Szabványos modulok DIN 780 szerint - 1. sorozat | Szabványos modulok DIN 780 szerint - 1. sorozat | Szabványos modulok DIN 780 szerint - 1. sorozat | Szabványos modulok DIN 780 szerint - 1. sorozat | Szabványos modulok DIN 780 szerint - 1. sorozat | Szabványos modulok DIN 780 szerint - 1. sorozat |
| ----------------------------------------------- | ----------------------------------------------- | ----------------------------------------------- | ----------------------------------------------- | ----------------------------------------------- | ----------------------------------------------- | ----------------------------------------------- | ----------------------------------------------- | ----------------------------------------------- | ----------------------------------------------- | ----------------------------------------------- | ----------------------------------------------- | ----------------------------------------------- | ----------------------------------------------- | ----------------------------------------------- | ----------------------------------------------- | ----------------------------------------------- |
| 0,05                                            | 0,06                                            | 0,08                                            | 0,1                                             | 0,12                                            | 0,16                                            | 0,2                                             | 0,25                                            | 0,3                                             | 0,4                                             | 0,5                                             | 0,6                                             | 0,7                                             | 0,8                                             | 0,9                                             | 1                                               | 1,25                                            |
|                                                 |                                                 |                                                 |                                                 |                                                 |                                                 |                                                 |                                                 |                                                 |                                                 |                                                 |                                                 |                                                 |                                                 |                                                 |                                                 |                                                 |
| 1,5                                             | 2                                               | 2,5                                             | 3                                               | 4                                               | 5                                               | 6                                               | 8                                               | 10                                              | 12                                              | 16                                              | 20                                              | 25                                              | 32                                              | 40                                              | 50                                              | 60                                              |

| Szabványos modulok DIN 780 szerint - 2. sorozat | Szabványos modulok DIN 780 szerint - 2. sorozat | Szabványos modulok DIN 780 szerint - 2. sorozat | Szabványos modulok DIN 780 szerint - 2. sorozat | Szabványos modulok DIN 780 szerint - 2. sorozat | Szabványos modulok DIN 780 szerint - 2. sorozat | Szabványos modulok DIN 780 szerint - 2. sorozat | Szabványos modulok DIN 780 szerint - 2. sorozat | Szabványos modulok DIN 780 szerint - 2. sorozat | Szabványos modulok DIN 780 szerint - 2. sorozat | Szabványos modulok DIN 780 szerint - 2. sorozat | Szabványos modulok DIN 780 szerint - 2. sorozat | Szabványos modulok DIN 780 szerint - 2. sorozat | Szabványos modulok DIN 780 szerint - 2. sorozat | Szabványos modulok DIN 780 szerint - 2. sorozat | Szabványos modulok DIN 780 szerint - 2. sorozat | Szabványos modulok DIN 780 szerint - 2. sorozat |
| ----------------------------------------------- | ----------------------------------------------- | ----------------------------------------------- | ----------------------------------------------- | ----------------------------------------------- | ----------------------------------------------- | ----------------------------------------------- | ----------------------------------------------- | ----------------------------------------------- | ----------------------------------------------- | ----------------------------------------------- | ----------------------------------------------- | ----------------------------------------------- | ----------------------------------------------- | ----------------------------------------------- | ----------------------------------------------- | ----------------------------------------------- |
| 0,055                                           | 0,07                                            | 0,09                                            | 0,11                                            | 0,14                                            | 0,18                                            | 0,22                                            | 0,28                                            | 0,35                                            | 0,45                                            | 0,55                                            | 0,65                                            | 0,75                                            | 0,85                                            | 0,95                                            | 1,125                                           | 1,375                                           |
|                                                 |                                                 |                                                 |                                                 |                                                 |                                                 |                                                 |                                                 |                                                 |                                                 |                                                 |                                                 |                                                 |                                                 |                                                 |                                                 |                                                 |
| 1,75                                            | 2,25                                            | 2,75                                            | 3,5                                             | 4,5                                             | 5,5                                             | 7                                               | 9                                               | 11                                              | 14                                              | 18                                              | 22                                              | 28                                              | 36                                              | 45                                              | 55                                              | 70                                              |

A modult azokban az országokban használják, ahol az SI-mértékegységrendszer van használatban. Az angolszász országokban a modul helyett a „Diametral Pitch“ Pd (inch-1, angol hüvelyk) használatos:
{\displaystyle P_{d}={\frac {z}{d}}={\frac {\pi }{p}}={\frac {25,4}{m}}}
A szabványos értékeket milliméterben értelmezzük; az angolszász értékek ezért nem kerek számok

## Egyéb modulok
Ferdefogú fogaskerekek számításánál az m szerszámmodulon kívül, mely a fentiek szerint szabványos értékek szerint választható, más modulokat is használnak:

### Normálmodul
Ferdefogú fogaskerekeknél a fogakra merőleges normálmetszetben mérhető modul megegyezik a szerszámmodullal.

### Homlokmodul,mt
A homlokmetszetben (a fogaskerék tengelyére merőleges síkban) mérhető modul a homlokmodul, értéke:
{\displaystyle m_{t}={\frac {m_{n}}{\cos \beta }}}
ahol {\displaystyle \beta \,} a fogferdeségi szög.

### Axiálmodulmx
Az axiálmetszetben (vagyis a tengellyel párhuzamos síkban) mérhető modul értéke: 
{\displaystyle m_{x}={\frac {m_{n}}{\sin \beta }}={\frac {m_{t}}{\tan \beta }}}
Egyenesfogú kerekeknél, ahol a fogferdeségi szög {\displaystyle \beta =0} , a homlokmodul és a normálmodul megegyezik {\displaystyle m_{n}=m_{t}} , az axiálmodul viszont nem értelmezhető.